# Vila papirusov
Vila papirusov  (italijansko: Villa dei Papiri ali tudi Villa dei Pisoni) je zasebna starorimska vila v Herkulaneju, v južni Italiji, v kateri so našli bogato zbirko zoglenelih papirusov.